# Jana (reka)
Jana (rusko: Я́на, IPA: [ˈjanə]; jakutsko Дьааҥы, Caaŋı) je 872 km dolga reka v Jakutiji (Rusija), s povprečnim letnim pretokom 35 km³. 

## Tok
Jana je 872 km dolga reka s porečjem, ki obsega 238.000 km². Njen izvorni krak je reka Sartang. Skupna dolžina Jane in Sartanga znaša 1492 km. Običajno Jana zamrzne v oktobru in ostane zamrznjena do maja ali začetka junija. V okolici Verhojanska je reka zamrznjena do dna med 70 in 110 dni na leto, delno zamrznjena pa okoli 220 dni. Izliv Jane v Morje Laptevov tvori veliko delto s površino 10.200 km².
Jana je plovna reka, najpomembnejša pristaniška mesta na njenem toku pa so Verhojansk, Batagaj, Ust-Kujga in Nižnjejansk.